# Вербицький Микола Михайлович
Микола Михайлович Вербицький (11 травня 1894, Чернігів — 27 грудня 1977, Чернігів) — український, радянський шахіст, бронзовий призер чемпіонату України 1927 року.

## Біографія
Микола Вербицький народився в Чернігові, в багатодітній сім'ї практикуючого лікаря Михайла Костянтиновича та Інни Миколаївни Вербицької-Білопольської. Юнацькі роки Вербицького пройшли в Санкт-Петербурзі, де працював його батько. У 1909 році Микола закінчив Гатчинське реальне училище, там же виграв свій перший турнір. Згодом навчався в Петербурзькому технологічному інституті, який і став для нього справжнім шаховим університетом. Свої шахові вміння Вербицький практикував в студентських турнірах Петербурзького шахового зібрання 1912—1913 років. Серед його суперників були майбутні гросмейстери і дворазові чемпіони СРСР Григорій Левенфіш, Петро Романовський.
Завдяки успішним виступам, Вербицький швидко здобув високу першу категорію (приблизно як сучасний майстер) і мав чудові шахові перспективи. У доволі масштабному петербурзькому студентському турнірі на початку 1914 року Вербицькому лише дещиці не вистачило для виходу в фінал, а журнал «Шахматный вестник» зараховував Миколу Михайловича до гравців, «які вже також мали більш або менш серйозні успіхи».
З початком Першої світової війни шахове життя поступово завмерло. До активних виступів Вербицький повернувся в період активізації шахового руху на Чернігівщині у 1923—1924 роках. Влітку 1924 році став переможцем губернського (обласного) чемпіонату з результатом 13 із 14 очок (+12-0=2). Через декілька днів доволі успішно виступив у всесоюзному турнірі міст. У 1925 році повторно виграє губернський чемпіонат, але на черговий всесоюзний турнір міст не потрапив через відсутність фінансування.
У 1926 році Вербицький виграв (7½:2½) принциповий матч у саратовця М. Шестерикова — найбільш успішного шахіста-заочника Чернігівщини до 1917 року, переможця кількох турнірів за листуванням і майбутнього чемпіона Поволжя (1927).
У 1927 році взяв участь у 4-му всеукраїнському чемпіонаті, що проходив в Полтаві. Вербицький стартував з семи перемог, однак в другій половині турніру не здобув жодної перемоги (п'ять нічиїх та три поразки). У підсумку набравши разом з Дмитром Григоренком та Володимиром Кириловим по 9½ очок розділив 3-5 місця. До речі, призове місце в першості України довгий час залишатиметься нездійсненою мрією для чернігівських шахістів, лише Олександр Носенко повторить досягнення Вербицького через 73 роки, у 2000-му.  Через відсутність фінансування Вербицький пропустив черговий чемпіонат України 1928 року, командну першість СРСР 1929 року, а також відбірковий турнір 1929 року де розігрувалася путівка на чемпіонат СРСР.
З 1934 року Микола Вербицький працює тренером у шаховому гуртку чернігівського палацу піонерів. Під його керівництвом 14-річна Поліна Бабушкіна на початку 1936-го виграла чемпіонат СРСР серед дівчат у Ленінграді й протягом кількох десятиліть залишалася незмінним першим номером жіночих шахів Чернігівщини.
Микола Вербицький ще двічі був учасником чемпіонатів України, зокрема у 1936 році посів останнє 18 місце (4½ із 17 очок), а 1939 році — 13 місце (5½ із 15 очок), при цьому здобув перемоги над майбутнім чемпіоном України Борисом Гольденовим та п'ятиразовим чемпіоном Києва Борисом Ратнером.
Після Другої світової війни Вербицький повернувся до шахів у 1947 році у віці 53 років, при цьому демонструючи високий рівень гри. Виграв шість обласних чемпіонатів (загалом за кар'єру 10), очолював збірну Чернігівщини на командних першостях України, все частіше виступав у ролі головного судді турнірів та продовжував тренерську роботу. Активні виступи завершив у 1960 році.
Помер Микола Вербицький 27 грудня 1977 року у віці 83 років. Похований на міському кладовищі в Яцево, з лівого боку.

## Турнірні результати

### Чемпіонати України
Микола Вербицький зіграв у трьох фінальних турнірах чемпіонатів України, набравши при цьому 19½ очок з 47 можливих (+16-24=7).
| Рік  | Місце проведення | Турнір                            | Результат | + | —  | = | Місце   |
| ---- | ---------------- | --------------------------------- | --------- | - | -- | - | ------- |
| 1927 | Полтава          | 4-й чемпіонат України             | 9½ з 15   | 7 | 3  | 5 | — 5     |
| 1936 | Київ             | 8-й чемпіонат України             | 4½ з 17   | 4 | 12 | 1 | 18      |
| 1939 |                  | 11-й чемпіонат України (півфінал) | з         |   |    |   | 1       |
| 1939 | Київ             | 11-й чемпіонат України            | 5½ з 15   | 5 | 9  | 1 | 13 — 14 |
| 1949 |                  | 18-й чемпіонат України (півфінал) | 6 з 10    |   |    |   | 5       |

### Чемпіонати Чернігова та Чернігівської області
| Рік  | Турнір                                                              | Результат     | +  | — | = | Місце  |
| ---- | ------------------------------------------------------------------- | ------------- | -- | - | - | ------ |
| 1924 | 1-й чемпіонат Чернігівської губернії                                | 13 з 14       | 12 | 0 | 2 | Gold   |
| 1924 | 2-й чемпіонат Чернігівської губернії                                | з             |    |   |   | Gold   |
| 1925 | чемпіонат Чернігова (група)                                         | 10 з 10       | 10 | 0 | 0 | 1      |
| 1925 | чемпіонат Чернігова (фінал)                                         | з 7           |    |   |   | Gold   |
| 1927 | чемпіонат Чернігівщини                                              | з             |    |   |   | Gold   |
| 1929 | матч-чемпіонат Чернігова                                            | з             |    |   |   | Gold   |
| 1936 | 1-й чемпіонат Чернігівської області                                 | 13½ з 16      |    |   |   | Gold   |
| 1937 | 2-й чемпіонат Чернігівської області                                 | 9½ з          |    |   |   | Silver |
| 1938 | 3-й чемпіонат Чернігівської області                                 | 8 з 11        |    |   |   | — 3    |
| 1940 | чемпіонат Чернігова                                                 | 11½ з 13      |    |   |   | Gold   |
| 1940 | 5-й чемпіонат Чернігівської області                                 | з             |    |   |   |        |
| 1947 | чемпіонат Чернігова                                                 | 9½ з 11       |    |   |   | Gold   |
| 1947 | 7-й чемпіонат Чернігівської області                                 | 9 з 11        |    |   |   | Gold   |
| 1948 | 8-й чемпіонат Чернігівської області                                 | 11½ з 13      | 10 | 0 | 3 | Gold   |
| 1949 | 9-й чемпіонат Чернігівської області                                 | 11 з 15       |    |   |   | — 3    |
| 1950 | чемпіонат Чернігова                                                 | з             |    |   |   | Gold   |
| 1950 | 10-й чемпіонат Чернігівської області                                | 8½ з 11       | 8  | 2 | 1 | — 2    |
| 1951 | 11-й чемпіонат Чернігівської області                                | 9 з 12        |    |   |   | Silver |
| 1952 | 12-й чемпіонат Чернігівської області                                | 9 з 13        |    |   |   | 4      |
| 1953 | 13-й чемпіонат Чернігівської області                                | 10½ з 13      |    |   |   |        |
| 1954 | 14-й чемпіонат Чернігівської області                                | 8½ з 11       | 8  | 2 | 1 | Gold   |
| 1955 | 15-й чемпіонат Чернігівської області                                | 10 з 13       |    |   |   | Gold   |
| 1956 | 16-й чемпіонат Чернігівської області                                | з 11          |    | 4 |   | Gold   |
| 1957 | 17-й чемпіонат Чернігівської області матч-турнір за звання чемпіона | 10 з 13 2 з 4 | 2  | 2 | 0 | 1 — 3  |
| 1958 | чемпіонат Чернігова                                                 | з             |    |   |   | Silver |
| 1958 | 18-й чемпіонат Чернігівської області                                | 9 з 13        | 7  | 2 | 4 | — 3    |
| 1959 | чемпіонат Чернігова                                                 | з 7           |    |   |   | — 5    |
| 1960 | 20-й чемпіонат Чернігівської області                                | 6½ з 11       |    |   |   | 4 — 6  |